# Nouvelles Catholiques
La communauté des Nouvelles Catholiques   était une œuvre fondée par un franciscain le père Hyacinthe  qui s’établit en 1672 rue Neuve Sainte-Anne, actuelle rue Sainte-Anne à Paris.
L’œuvre avait pour mission de réunir et de soutenir les protestantes converties. Celles sans fortune étaient reçues gratuitement, les autres payaient une modeste pension. L’œuvre était soutenue par Louis XIV par un don de 10 000 livres par an.
Le père de Beaumarchais s'y convertit au Catholicisme en 1721.
La communauté fut dispersée en septembre 1792. Le passage Sainte-Anne fut ouvert en 1828 à l’emplacement de l'ancien couvent.